# Château de Mértola
 (octobre 2024).
La mise en forme du texte ne suit pas les recommandations de Wikipédia : il faut le « wikifier ».
Les points d'amélioration suivants sont les cas les plus fréquents :
- Les titres sont pré-formatés par le logiciel. Ils ne sont ni en capitales, ni en gras.
- Le texte ne doit pas être écrit en capitales (les noms de famille non plus), ni en gras, ni en italique, ni en « petit »…
- Le gras n'est utilisé que pour surligner le titre de l'article dans l'introduction, une seule fois.
- L'italique est rarement utilisé : mots en langue étrangère, titres d'œuvres, noms de bateaux, etc.
- Les citations ne sont pas en italique mais en corps de texte normal. Elles sont entourées par des guillemets français : « et ».
- Les listes à puces sont à éviter, des paragraphes rédigés étant largement préférés. Les tableaux sont à réserver à la présentation de données structurées (résultats, etc.).
- Les appels de note de bas de page (petits chiffres en exposant, introduits par l'outil «  Source ») sont à placer entre la fin de phrase et le point final[comme ça].
- Les liens internes (vers d'autres articles de Wikipédia) sont à choisir avec parcimonie. Créez des liens vers des articles approfondissant le sujet. Les termes génériques sans rapport avec le sujet sont à éviter, ainsi que les répétitions de liens vers un même terme.
- Les liens externes sont à placer uniquement dans une section « Liens externes », à la fin de l'article. Ces liens sont à choisir avec parcimonie suivant les règles définies. Si un lien sert de source à l'article, son insertion dans le texte est à faire par les notes de bas de page.
- La présentation des références doit suivre les conventions bibliographiques. Il est recommandé d'utiliser les modèles {{Ouvrage}}, {{Chapitre}}, {{Article}}, {{Lien web}} et/ou {{Bibliographie}}. Le mode d'édition visuel peut mettre en forme automatiquement les références.
- Insérer une infobox (cadre d'informations à droite) n'est pas obligatoire pour parachever la mise en page.

Pour une aide détaillée, merci de consulter Aide:Wikification.
Si vous pensez que ces points ont été résolus, vous pouvez retirer ce bandeau et améliorer la mise en forme d'un autre article.
Le château de Mértola (en portugais : Castelo de Mértola) est un château médiéval en bon état situé dans la petite ville de Mértola, dans le district portugais de Beja.

## Géographie
Le château de Mértola est situé dans la petite ville de Mértola, qui a le statut administratif de paroisse civile, de ville et de municipalité dans le district de Beja, dans l'Alentejo, au sud du Portugal. À proximité du château se trouve l'ancienne mosquée , transformée en église Notre-Dame de l'Assomption.
Le château occupe une position dominante sur la ville, au confluent de la rivière Oeiras et du fleuve Guadiana, dont elle contrôlait le passage. de nos jours, le château est situé dans la région touristique Planície Dourada.

## Histoire

### L'époque phénicienne
En 318 avant JC, après l'invasion et le sac de Tyr par Alexandre le Grand, les Phéniciens fondent Myrtilis  (Nouveau Tyr). La région est devenue un important centre commercial fréquenté par les Phéniciens puis par les Carthaginois, en raison de l'abondance de routes fluviales et terrestres la reliant à la partie sud de la péninsule ibérique.

### L'époque romaine
À l'époque romaine, la colonie se développe, en devenant le centre de l'extraction minière et de l'agriculture de la région du Bas Alentejo. Mértola est entourée d'un système de murs parallèles, beaucoup plus vaste que ce qu'il en reste aujourd'hui. La route de Beja traversait les murs au nord. En -44  Jules César renomme la ville Myrtilis Julia. 

### Les invasions barbares
La première référence historique à cette forteresse apparaît dans les chroniques de l'évêque suève Idácio, qui raconte un épisode datant de 440 après JC et relate l'existence de ce site fortifié occupé par les Suèves et les Wisigoths. 

### L'époque arabe
Détruit et saccagé par des barbares, les Omeyyades, reconstruisirent le lieu. Le nom Myrtilis est arabisé en Martula. Ibn Qasi, roi de la Taïfa de Mértola, vers 1144-1151 fait ériger des ouvrages défensifs pendant son règne, notamment près du donjon : une petite forteresse (ribat en arabe) est construite sur la tour sud du donjon. Au cours du dernier tiers du XIIe siècle, sous la dynastie almohade, le site est restauré et les murs d'enceinte sont élevés autour de la  petite ville almohade. L'ensemble des bâtiments du château, dont la tour semi-cylindrique, a été construit ou reconstruit. Le château devient l'un des plus robustes de la région. 
Après la chute du califat de Cordoue en 1031, Mértola devient un royaume indépendant — la Taïfa de Mértola —, rapidement englobé  par Al Mutamid, à la Taïfa de Séville. Un siècle plus tard, entre 1144 et 1151, elle redevient indépendante (2e Taifa de Mértola), et il est probable que de nouveaux ouvrages défensifs furent construits sous le gouvernement d'Ibn Qasi (1144-1151).
En 1171, Abu Háfece, frère de l'émir, ordonne la réparation et l'amélioration de la tour de la forteresse.

### La Reconquista
En 1238, lors de la Reconquista, les troupes de Sanche II progressent vers le sud, en suivant les deux rives du fleuve Guadiana, pour finalement conquérir Mértola et Ayamonte (sur la rive droite). En 1239,  Mértola est donnée à l'Ordre de Santiago, en la personne de son Grand Maître, Paio Peres Correia en récompense de son l'aide. Les Chrétiens s'emparent de la forteresse almohade. L'Ordre militaire, qui était déjà chargé de défendre d'autres localités du sud du pays (Alcácer do Sal, Aljustrel et d'autres), installe son Chapitre à Mértola en en fait son siège au Portugal, avant son transfert au Château de Palmela.
Entre 1240/1245 et 1316, la forteresse devient le siège de l'Ordre Militaire de Santiago. En 1254,  Paio Peres Correia y  publie le premier foral (charte) de la région, qui octroie à Mértola le statut de ville. Le maître suivant de l'Ordre, João Fernandes (d'après l'inscription sur l'entrée) ordonne la construction de la tour du donjon en 1292.
Dans la dernière décennie du XIIIe siècle, ou au début du XIVe siècle, les donjons ont été reconstruits, en s'appuyant sur l'ancienne porte et  la tour de Carocha. Ces travaux sont complétés en 1373, par des améliorations aux donjons et aux murs.

### Le château médiéval
À la suite de la signature du traité de Monçao en 1386, les territoires militaires de Mértola, Noudar, Castelo Mendo et Castelo Melhor revinrent à la couronne portugaise, en échange d'Olivence ( Olivença en portugais, Olivenza en espagnol) et Tui, qui reviennent à l'Espagne. Cela entraîne de nouvelles améliorations des fortifications en 1404.

### Abandon et décadence
À la fin du XVe siècle, la résidence de l'alcade est construite, ajoutée à la tour du donjon, entraînant la démolition d'une grande partie des remparts nord-ouest. Pourtant, les travaux se poursuivent pour améliorer les donjons et les murs, dans une moindre mesure. Le 25 février 1510, Nuno Velho écrit au roi quant à l'état des fortifications. En 1512, le roi D. Manuel émet un foral royal, et le château est enregistré par Duarte de Armas dans le Livre des forteresses en 1509. Le 15 octobre 1513, une lettre royale ordonne le paiement à Francisco de Anzinho de 94 260 reis pour fournir de la chaux pour les travaux du château.
Jusqu'au XVIIIe siècle, le château de Mértola  continue de faire partie de la première ligne défensive le long de la frontière avec l'Espagne, mais, son importance militaire et stratégique  commence à diminuer, jusqu'à être finalement abandonné. Au temps des expéditions maritimes et de la colonisation portugaises, et bien qu'importants dans le sud du Portugal, le village et le château perdent peu à peu l'essentiel de leur importance. Le déclin de la plupart des sites se traduit par une négligence générale et un manque d'entretien, à tel point qu'en 1758, l'emplacement est en quasi-ruine et sans garnison.

### La renaissance
Entre le XIXe et le XXe siècle, l'économie de Mértola dépend de l'exploitation des mines de Santo Domingo, centre majeur d'extraction de pyrite cuivrique.
Le 18 août 1943, par décret, le site est classé Bien d'intérêt public. 
Le 2 février 1969, un tremblement de terre endommage l'ancienne forteresse.
Le 1er juin 1992, la propriété passe sous l'administration Institut portugais du patrimoine architectural, en vertu d'un décret-loi. Un projet de seconde vie débuté au XXe siècle voit le site se transformer en musée villageois avec différents espaces spécialisés dans différents domaines, liés à l'histoire du château : la tour du donjon a été transformée en plate-forme d'observation et en centre d'interprétation autour des époques romaine, wisigothe, des collections chrétiennes et musulmanes. L'une des  meilleures collections d'art al-Andalus portugais, présente des poteries, des pièces de monnaie et des bijoux.

## Architecture
De plan rectangulaire mais irrégulier, l'enceinte castrale comprend plusieurs tours : 
- le donjon, rectangulaire, haut de 30 mètres, vers le nord, est conçu sur deux niveaux. Une porte s'ouvrant sur un escalier a été rajoutée ultérieurement. Le donjon est couronné de mâchicoulis, surmontés de parapets et de merlons prismatiques en forme de pyramides ;
- deux tours carrées au sud ;
- deux tours rectangulaires au sud ;
- deux tours alignées sur la porte principale à l'est ;
- une tour rectangulaire, avec un effet circulaire.

La « porte des traîtres » est située dans le mur nord-ouest des fortifications, après le donjon, protégée par une barbacane. Le mur fait partie d'une suite de créneaux , renforcés par une tour sud-ouest avec de grands contreforts soutenant divers créneaux.
De l'enceinte médiévale, d'une superficie d'environ 2 000 m², de styles roman et gothique, subsistent :
- certaines parties des murs d'enceinte de la ville, qui s'étendent jusqu'à la rivière, renforcés par des cubes (périmètre extérieur) ;
- le château proprement dit, avec deux tours, et un donjon remarquable.
- Une tourelle semi-cylindrique défend et intègre le portail d'entrée du château. À travers celui-ci, en passant par une arche, les visiteurs accèdent à un couloir coudé qui relie le terrain d'armes. Au centre de celle-ci s'ouvre la citerne, couverte par une voûte en berceau.
- Le donjon, de plan quadrangulaire, possède une base solide et s'élève à une trentaine de mètres de hauteur, couronné de créneaux. L'accès à l'intérieur se fait par une porte en arc brisé, vers une grande et haute pièce, couverte par une voûte en croisée d'ogives. (de nos jours, cette salle contient une précieuse collection de pierres sculptées des périodes romaine, wisigothique, al-andalus et portugaise jusqu'au XVIIIe siècle)